# Karel Tannert
Karel Tannert (30. ledna 1869, Černošín – 21. listopadu 1948, Velké Losiny) byl český římskokatolický kněz, papežský komoří, emeritní vicerektor pražského kněžského semináře, čestný kanovník kroměřížské kapituly a čestný rada arcibiskupské konzistoře.

## Život
Na kněze byl vysvěcen roku 1893. Působil dlouhodobě jako vychovatel kněžského dorostu. Svým přístupem si zde získal pověst svědomitého a přátelského člověka. Věnoval se výuce katolické liturgie. Sepsal a vydal příručky pro výklad breviáře a mešních obřadů, také redigoval diecézní direktář, což vyžadovalo úplnou znalost nových i starších liturgických předpisů. Veřejně nevystupoval, ale zato se svědomitě věnoval povinnostem svého úřadu.